# 澤萊內波德
46°56′19″N 33°53′14″E / 46.93861°N 33.88722°E
澤莱内波德（烏克蘭語：Зелений Под）是位於烏克蘭南部的村莊，由赫爾松州卡霍夫卡區的霍爾諾斯塔伊夫卡市鎮負責管轄。該村面積15平方公里，海拔高度64米，2001年人口233，人口密度每平方公里15.5人。